# Grünseehütte (Granatspitzgruppe)
Die Grünseehütte ist eine Schutzhütte der Sektion Matrei des Österreichischen Alpenvereins im Bundesland Tirol. Die Grünseehütte ist eine Selbstversorgerhütte in 2235 m ü. A. Höhe, sie liegt in der Osttiroler Granatspitzgruppe, in geringer Entfernung befindet sich der Grünsee. In unmittelbarer Näher der Hütte verläuft der Felbertauerntunnel.

## Geschichte
Erbaut wurde die Grünseehütte vom Alpenverein Matrei in Osttirol im Jahr 1969. Im Sommer 2019 wurde die Grünseehütte komplett saniert, ihren urigen Charakter hat sie trotzdem bewahrt. Seit 1878 besteht die Sektion Matrei im Iseltal des Österreichischen Alpenvereins (ÖAV).

## Erreichbarkeit
- Vom Alpengasthof Matreier Tauernhaus (1512 m ü. A.) wandert man durch die abwechslungsreiche Naturlandschaft inklusive kleiner Waldstücke in etwa 2 Stunden hinauf zur Grünseehütte.[3]

## Nachbarhütten und Übergänge
- Übergang von der Grünseehütte zur St. Pöltner Hütte (2481 m ü. A.), Bergtour, Granatspitz-Gruppe, 4,3 km, 2,5 Std.
- Übergang von der Grünseehütte zum Berghotel Rudolfshütte (2311 m ü. A.), Bergtour. Glockner-Gruppe, 11,4 km, 8 Std.
- Karl-Fürst-Hütte, Selbstversorgerhütte, Granatspitz-Gruppe 2629 m ü. A.
- Innergschlöss-Alm, Selbstversorgerhütte, Venediger-Gruppe 1698 m ü. A.
- Neue Fürther Hütte, bewirtschaftete Hütte, Venediger-Gruppe 2201 m ü. A.
- Alte Prager Hütte, Museum, Blick über Glasfoyer in die Hütte möglich! Alpen 2489 m ü. A.[4]

## Skitouren
- Riegelkopf 2920 m ü. A., der Gipfel zwischen Sillingkopf und Hochgasser, Skitour, Granatspitz-Gruppe, 10,4 km, 3 Std.
- Amertaler Höhe 2841 m ü. A. und Sillingkopf 2858 m ü. A., Skitour, Granatspitz-Gruppe, 12,3 km, 4 Std.
- Hochgasser 2922 m ü. A., Skitour, Granatspitz-Gruppe, 11,6 km, 4 Std.[5]